# 拉阿雷納 (洛斯波索斯區)
拉阿雷納（西班牙語：La Arena），是巴拿馬的城鎮，位於該國中南部，由埃雷拉省的洛斯波索斯區負責管轄，面積24.1平方公里，海拔高度112米，2010年人口559，人口密度每平方公里23.2人。